# Blepisanis remaudierei
Blepisanis remaudierei là một loài bọ cánh cứng trong họ Cerambycidae.